# 生活協同組合コープやまぐち
生活協同組合コープやまぐち（せいかつきょうどうくみあいコープやまぐち）は、山口県全域をエリアとする生活協同組合。山口市小郡上郷に本部を置く。

## 沿革
（この節の出典）
- 1963年（昭和38年） - 山口中央生活協同組合として発足（組合員数387人、出資金5万円）
- 1964年（昭和39年） - 山口市農協と業務提携、くみあいマーケット防府店開設
- 1966年（昭和41年） - くみあいマーケット小野田店開設
- 1973年（昭和48年） - 配送センター開設
- 1975年（昭和50年） - 第1回生協まつりの開催
- 1986年（昭和61年） - 中央物流センター開設
- 1990年（平成2年） - 仁保農協と産直開始、(株)協同畜産設立
- 1991年（平成3年） - 山口県内5協同組合と提携
- 1992年（平成4年） - 商品検査センター開設、農産加工センター開設、小野田店新装開店、新下関店開店
- 1993年（平成5年） - 現在の名称に改称
- 1995年（平成7年） - 阪神・淡路大震災で被災地への救援活動、いずみ店・徳山店・小郡店開店
- 1996年（平成8年） - 豊関センター開設
- 1997年（平成9年） - 宇部店・きくがわ店開店
- 1998年（平成10年） - ほうふ店開店
- 1999年（平成11年） - 萩共同購入センター開設、福祉協同組合さんコープ設立、電話ファックスセンター開設
- 2002年（平成14年） - 湯田店を業態変更し、湯田ブックセンター開設（宮脇書店コープ湯田店）
- 2003年（平成15年） - きくがわ店閉鎖、とくやま店移転新築
- 2023年（令和5年） - 宮脇書店コープ湯田店が2月28日で閉店[2]

## 組合員数・出資金
- 組合員数：21万3千人[3]
- 出資金：82億8千万円[3]

## 拠点
店舗
- コープ小郡店（山口市）
- コープいずみ店（山口市）
- コープどうもん店（山口市） - 道場門前商店街、元ダイエー山口店跡地に建てられた商業施設に入居していたが、2007年（平成19年）12月に「どうもんパーク」ビルを新築[4]
- コープ新下関店（下関市）
- コープ小野田店（山陽小野田市）
- コープ宇部店（宇部市）
- コープフードコアとくやま店（周南市）

なお、書籍販売事業として宮脇書店とフランチャイズ契約を結び、宮脇書店コープ湯田店を運営していたが2023年（令和5年）2月28日で閉店することになった。
共同購入センター
- 中部センター（山口市）
- 下関センター（下関市）
- 宇部センター（宇部市）
- 厚狭センター（山陽小野田市）
- 周南東センター（周南市）
- 周南西センター（周南市）
- 周東センター（熊毛郡田布施町）
- 岩国センター（岩国市）
- 長門センター（長門市）
- 萩センター（萩市）

## 生協まつり
コープやまぐち 生協まつりは、毎年春に山口県山口市の維新百年記念公園で行われている生協祭事。1975年にスタートした。毎年、県内各地から訪れる約10万人の人出で賑わっている。ステージショーもある。

## 広告活動
- J2リーグ所属レノファ山口FCのスポンサー。